# Charitopes carri
Charitopes carri là một loài tò vò trong họ Ichneumonidae.